# The Church of Brou

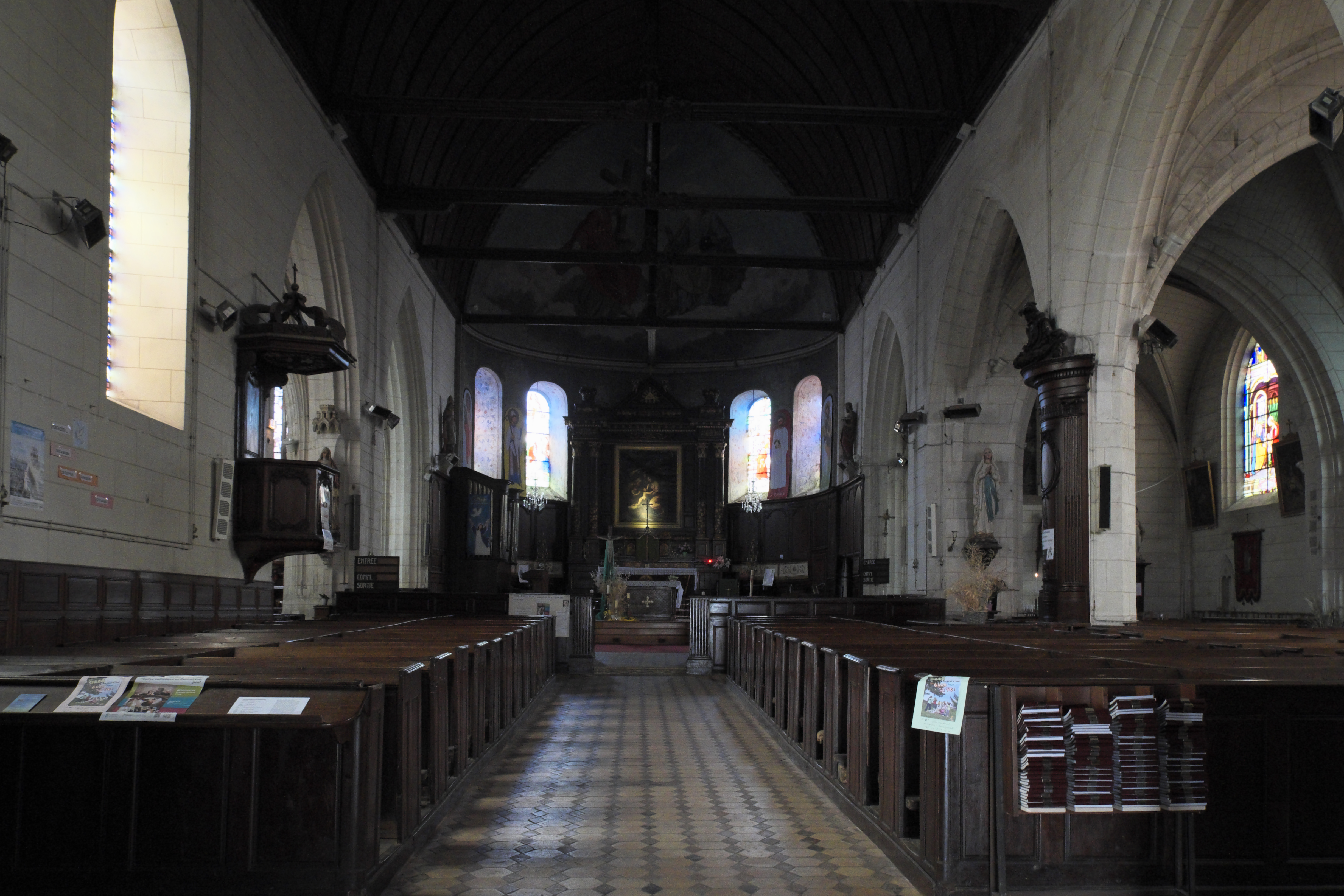
Wnętrze kościoła w Brou

The Church of Brou – poemat dziewiętnastowiecznego angielskiego poety Matthew Arnolda, powstały prawdopodobnie w latach 1852-1853 i opublikowany w 1853. Ma charakter elegijny. Utwór składa się z trzech części różniących się formą wersyfikacyjną. Część pierwsza, The Castle została napisana przy użyciu strof czterowersowych rymowanych xaxa, ułożonych trocheicznym czterostopowcem. Część druga, The Church została napisana przy wykorzystaniu strof ośmiowersowych rymowanych abcabcR, gdzie R to nazwa tytułowej miejscowości. Wreszcie część trzecia została napisana przy zastosowaniu parzyście rymowanego pentametru jambicznego (heroic couplet). Utwór opowiada o księciu i księżnej Savoy. Książę udał się na polowanie i zginął w starciu z dzikiem. Zrozpaczona księżna postanowiła dokończyć budowę wznoszonego wtedy kościoła i umieścić tam nagrobek dla męża i siebie z rzeźbionymi wizerunkami obojga, po czym sama zmarła. 
Poemat szczegółowo zanalizował G. A. Featherston. Z kolei Oliver Elton w książce Tennyson and Matthew Arnold stwierdził, że poeta nigdy nie napisał lepszych rymowanych wierszy niż w The Church of Brou.

On Sundays too, a priest doth come
From the wall'd town beyond the pass,
Down the mountain way.
And then you hear the organ's hum.
You hear the white-rob'd priest say mass.
And the people pray.
But else the woods and fields are dumb
Round the Church of Brou.